# Дуглас (тауншип, Миннесота)
Дуглас (англ. Douglas) — тауншип в округе Дакота, Миннесота, США. На 2000 год его население составило 760 человек.

## География
По данным Бюро переписи населения США площадь тауншипа составляет 87,8 км², из которых 87,8 км² занимает суша, водоёмов нет.

## Демография
По данным переписи населения 2000 года здесь находились 760 человек, 235 домохозяйств и 195 семей. Плотность населения — 8,7 чел./км². На территории тауншипа расположено 237 построек со средней плотностью 2,7 построек на один квадратный километр. Расовый состав населения: 96,97 % белых, 0,13 % афроамериканцев, 1,05 % коренных американцев, 0,53 % азиатов и 1,32 % приходится на две или более других рас. Испанцы или латиноамериканцы любой расы составляли 0,79 % от популяции тауншипа.
Из 235 домохозяйств в 48,1 % воспитывались дети до 18 лет, в 76,6 % проживали супружеские пары, в 4,3 % проживали незамужние женщины и в 16,6 % домохозяйств проживали несемейные люди. 11,1 % домохозяйств состояли из одного человека, при том 4,3 % из — одиноких пожилых людей старше 65 лет. Средний размер домохозяйства — 3,23, а семьи — 3,56 человека.
33,8 % населения — младше 18 лет, 7,2 % — в возрасте от 18 до 24 лет, 28,9 % — от 25 до 44, 21,4 % — от 45 до 64, и 8,6 % — старше 65 лет. Средний возраст — 35 лет. На каждые 100 женщин приходилось 106,0 мужчин. На каждые 100 женщин старше 18 приходилось 103,6 мужчин.
Средний годовой доход домохозяйства составлял 60 536 долларов, а средний годовой доход семьи —  68 068 долларов. Средний доход мужчин —  41 389  долларов, в то время как у женщин — 29 375. Доход на душу населения составил 22 319 долларов. За чертой бедности находились 3,6 % семей и 3,7 % всего населения тауншипа, из которых 2,8 % — младше 18, и 10,4 % — старше 65 лет.